# Dirk Bockel
Pour les articles homonymes, voir Bockel.
Dirk Bockel né le 18 octobre 1976 à Waiblingen en Allemagne est un triathlète professionnel, vainqueur sur triathlon Ironman. Il prend la nationalité luxembourgeoise en 2006 et participe aux Jeux olympiques d'été de 2008 à Pékin  sous les couleurs du Luxembourg.

## Biographie

### Carrière en triathlon
Dirk Bockel né et grandit en Allemagne et fait des études aux États-Unis. En 2006, il prend la nationalité luxembourgeoise et participe aux Jeux olympiques d'été de 2008 à Pékin en représentation de sa nouvelle nationalité. Il prend la seconde place lors des championnats d'Europe longue distance à Prague. En 2012, il remporte sa première victoire sur Ironman à Ratisbonne et en 2013 monte sur la plus haute marche du Challenge Roth. Depuis 2014, il fait partie de l’équipe de triathlon Uplace Pro Triathlon BMC.
En 2015, à la suite de problèmes de collaboration et de respect de la réglementation il est exclu de la Fédération luxembourgeoise de triathlon (FLTri) . Dans son rapport, cette dernière ne recommande pas non plus sa reconversion dans la branche sportive militaire.

### Autres pratiques sportives
Dirk Bockel fait partie de l’équipe cycliste Leopard-Trek Continental de 2012 à 2014

### Distinction et vie privée
Dirk Bockel a été élu sportif luxembourgeois de l'année en 2013, après sa victoire au Challenge Roth. Il est marié et vit en 2015 vit à Tucson.

## Palmarès
Le tableau présente les résultats les plus significatifs (podium) obtenus sur le circuit national et international de triathlon depuis 2002,.
| Année | Compétition                                        | Pays             | Position           | Temps           | Nationalité sportive |
| ----- | -------------------------------------------------- | ---------------- | ------------------ | --------------- | -------------------- |
| 2015  | Challenge Danemark                                 | Danemark         | Médaille d'or      | 3 h 51 min 16 s |                      |
| 2014  | Ironman Melbourne                                  | Australie        | Médaille d'or      | 8 h 1 min 2 s   |                      |
| 2013  | Challenge Roth                                     | Allemagne        | Médaille d'or      | 7 h 52 min 1 s  |                      |
| 2013  | Championnats du monde de triathlon longue distance | France           | Médaille de bronze | 4 h 11 min 51 s |                      |
| 2012  | Ironman Ratisbonne                                 | Allemagne        | Médaille d'argent  | 8 h 11 min 59 s |                      |
| 2012  | Championnats du monde de triathlon longue distance | Espagne          | Médaille de bronze | 5 h 34 min 54 s |                      |
| 2012  | Chiemsee Triathlon                                 | Allemagne        | Médaille d'or      | 3 h 45 min 3 s  |                      |
| 2011  | Triathlon international d'Abou Dabi                | Abou Dabi        | Médaille de bronze | 6 h 43 min 42 s |                      |
| 2010  | Ironman Floride                                    | États-Unis       | Médaille de bronze | 8 h 21 min 23 s |                      |
| 2010  | Triathlon international d'Abou Dabi                | Abou Dabi        | Médaille d'argent  | 6 h 35 min 30 s |                      |
| 2010  | Ironman Nouvelle-Zélande                           | Nouvelle-Zélande | Médaille de bronze | 8 h 27 min 12 s |                      |
| 2009  | Championnats d'Europe de triathlon longue distance | Tchécoslovaquie  | Médaille d'argent  | 5 h 38 min 38 s |                      |
| 2009  | Ironman 70.3 Floride                               | États-Unis       | Médaille d'or      | 3 h 54 min 25 s |                      |
| 2007  | Siegerland-Cup                                     | Allemagne        | Médaille d'or      | 1 h 42 min 42 s |                      |
| 2003  | Championnats d'Allemagne de triathlon              | Allemagne        | Médaille de bronze | Timing          |                      |
| 2002  | Coupe panaméricaine - l'étape d'Ixtapa             | Mexique          | Médaille d'argent  | 2 h 3 min 6 s   |                      |